# 玻古安山岩
玻古安山岩（英語：Boninite）
是一種鎂和矽含量高的鎂鐵質噴出岩，一般是在俯衝帶的早期階段形成在弧前環境的火成岩。 該岩石因產於日本南部的伊豆-博寧弧而得名。 它的特點是缺乏不相容的微量元素，這些微量元素是不易被流體移動的（例如，重稀土元素加上 Nb、Ta、Hf），但含富集程度不同能被流體容易移動的元素（例如，Rb、Ba、K）。 它們的產狀幾乎只限制於原始島弧的前弧（即更靠近海溝）和蛇綠岩雜岩中。蛇綠岩雜岩也是前弧前環境或至少在俯衝帶上方形成。
玻古安山岩被認為是由地幔被交代作用熔融形成的原始安山岩。
Sanukitoids是一種類似玻古安山岩的太古宙侵入岩及太古宙玻古安山岩熔岩，在幾個古老克拉通的岩石中曾被報導過。